# Marco Carparelli
Marco Carparelli (Finale Ligure, 4 giugno 1976) è un calciatore italiano, attaccante della San Filippo Neri Yepp.

## Biografia
È tifoso del Genoa.

## Caratteristiche tecniche
Seconda punta, abile ad inserirsi tra gli spazi e a sfruttare le sponde dei compagni. Forte fisicamente, è in grado di svariare su tutto il fronte dell'attacco senza dare punti di riferimento agli avversari, capace di mettere i propri compagni in condizione di segnare. Specialista sui calci piazzati, può essere utilizzato anche come prima punta.

## Carriera

### Club

#### Inizi
Inizia a 5 anni a giocare nel San Francesco, squadra del suo paese, Loano (SV). Viene poi prelevato dalla Sampdoria, che lo inserisce nel proprio settore giovanile.
In seguito si trasferisce in prestito al Vado, militante nel Campionato Nazionale Dilettanti, collezionando però solo 5 presenze. Terminata la stagione rientra a Genova con la Sampdoria dove resta per due anni.
Nel 1996 viene acquistato in prestito dal Chievo, dove colleziona 13 presenze senza però mai riuscire ad andare a rete. Conclusa la stagione, ritorna alla Sampdoria segnando 6 reti in 28 incontri giocati. Il suo primo gol in serie A è datato 13 ottobre 1996 nella partita vinta dal Bologna per 2-1. Chiude la stagione realizzando altre cinque reti, di cui una nella vittoriosa partita di San Siro contro il Milan (2-3), andando in rete su assist di Roberto Mancini anticipando Franco Baresi.
Nel 1997 si trasferisce al Torino dove segna 7 reti in 29 presenze.

#### Empoli e il passaggio al Genoa
Il 1º luglio 1998 passa in compartecipazione all'Empoli dove segna 5 reti in 22 presenze. Il 22 giugno 1999 viene riscattato alle buste dai toscani, che il 14 agosto lo cedono al Genoa. Tra i liguri resta per quattro anni, collezionando 129 incontri giocati e 41 gol messi a segno (tra cui uno di testa decisivo nel Derby della Lanterna del 20 marzo 2000 vinto dai rossoblu per 1-0).
Il 31 gennaio 2003 ritorna a titolo definitivo all'Empoli per 400.000 euro, firmando un contratto quadriennale. Tra i toscani resta complessivamente un anno, prima di trasferirsi al Como, dove segna 12 reti in 23 apparizioni, che non bastano ai lariani per evitare la retrocessione.
L'anno successivo viene acquistato dal Siena, dove scende in campo otto volte prima di fare ritorno al Genoa, dove ottiene 10 presenze.
Nel 2005 si trasferisce alla Cremonese in Serie B, segnando 15 reti in 41 presenze, non riuscendo ad evitare la retrocessione della squadra. Decide di rimanere tra i lombardi anche la stagione successiva, nella speranza di aiutare i grigiorossi nella risalita verso la serie cadetta.

#### Grosseto e prestito al Cittadella
Il 6 luglio 2007 passa a titolo definitivo al Grosseto, neopromosso in Serie B, dove ritrova l'allenatore Giorgio Roselli, che lo aveva già allenato in precedenza alla Cremonese. Va a segno all'esordio contro il Genoa nella prima partita ufficiale della stagione, valida per il primo turno di Coppa Italia. La partita verrà vinta per 2-1 dai liguri. Mette a segno la sua prima rete in campionato alla terza giornata in AlbinoLeffe-Grosseto (2-1), su rigore. La rete è la prima in assoluto dei biancorossi nella serie cadetta.
È inoltre autore della doppietta che consente ai toscani di imporsi in rimonta per 2-1 sul Rimini, ottenendo la loro prima vittoria di sempre in Serie B. L'8 dicembre nel corso dell'incontro giocato contro il Treviso si infortuna al tendine di Achille, chiudendo in anticipo la stagione.
In rotta con la società, il 21 gennaio 2009 viene ceduto in prestito al Cittadella. Esordisce con i granata dal primo minuto tre giorni dopo in Cittadella-Piacenza (4-4), uscendo al 64' al posto di Antonino Bonvissuto. Tra i veneti segna solo una rete in 15 presenze, realizzata all'ultima giornata contro il Rimini (vittoria per 2-0), che sancisce la salvezza dei granata.
Rientrato a Grosseto, scende in campo in due occasioni prima di rescindere il proprio contratto con i maremmani.

#### Pisa
Il 1º ottobre 2009 firma un contratto pluriennale con il Pisa, di cui è azionista lo stesso presidente del Grosseto Piero Camilli, in Serie D. Sceglie la maglia numero 10. Debutta con i toscani il 4 ottobre contro il Rosignano Sei Rose (vittoria per 0-3), segnando la rete del momentaneo 2-0. Mette a segno la sua prima doppietta in campionato la settimana successiva nell'incontro vinto 4-2 contro il Castellana.
Termina l'annata, conclusa con la vittoria del campionato, con 32 presenze e 14 reti. Il 4 agosto 2010 la squadra viene ripescata in Lega Pro Prima Divisione. In seguito alla cessione di Davide Vagnati diventa capitano della squadra.
Il 6 ottobre 2011 riporta la rottura del menisco, rimanendo fermo un mese. Al suo rientro in campo subisce una ricaduta che ne limita l'utilizzo nel corso della stagione, al termine della quale non riesce a trovare con la società un accordo per il rinnovo del contratto, rimanendo svincolato.

#### Tra i dilettanti liguri
Il 22 agosto 2012, dopo esser rimasto senza contratto, torna nel savonese e firma con il Pietra Ligure, squadra militante in Prima Categoria, con la quale si stava allenando già da alcuni giorni. Rimane nella stessa squadra anche nella stagione seguente, sempre in Prima Categoria.
A giugno 2014 passa al Millesimo, e nell'annata seguente vince il campionato di Seconda categoria e la classifica marcatori realizzando 30 reti.
A giugno 2015 passa alla Loanesi in Promozione, e il 7 febbraio 2016 segna il centesimo gol tra i dilettanti, nel match terminato 2-2 tra la Loanesi e la Veloce.
Dopo due anni trascorsi alla Loanesi, nel 2017 si trasferisce al neonato Soccer Borghetto, dove contribuisce in modo determinante alla scalata dalla Seconda Categoria alla Promozione conquistando il girone A della Seconda Categoria 2017-2018, vincendo la Coppa Italia Promozione nel 2021-2022 e segnando più di 100 reti tra campionati e coppe in sei anni.
Nel 2023 passa al Borgio Verezzi, squadra neopromossa in Prima Categoria.

### Nazionale
In gioventù ha collezionato 2 convocazioni e una presenza nella nazionale Under 21 guidata da Rossano Giampaglia, giocando con Buffon, Coco, Tacchinardi, Morfeo, Bellucci, Ventola ed altri. La gara in questione è Inghilterra-Italia (1-0), giocata a Belfast il 12 febbraio 1997.

## Statistiche

### Presenze e reti nei club
| Stagione                | Squadra                 | Campionato              | Campionato | Campionato | Coppe nazionali | Coppe nazionali | Coppe nazionali | Coppe continentali | Coppe continentali | Coppe continentali | Altre coppe | Altre coppe | Altre coppe | Totale | Totale |
| Stagione                | Squadra                 | Comp                    | Pres       | Reti       | Comp            | Pres            | Reti            | Comp               | Pres               | Reti               | Comp        | Pres        | Reti        | Pres   | Reti   |
| ----------------------- | ----------------------- | ----------------------- | ---------- | ---------- | --------------- | --------------- | --------------- | ------------------ | ------------------ | ------------------ | ----------- | ----------- | ----------- | ------ | ------ |
| 1992-1993               | Vado                    | CND                     | 5          | 0          | -               | -               | -               | -                  | -                  | -                  | -           | -           | -           | 5      | 0      |
| 1993-1994               | Sampdoria               | A                       | 0          | 0          | CI              | 0               | 0               | -                  | -                  | -                  | -           | -           | -           | 0      | 0      |
| 1994-1995               | Sampdoria               | A                       | 0          | 0          | CI              | 0               | 0               | -                  | -                  | -                  | -           | -           | -           | 0      | 0      |
| 1995-1996               | Chievo                  | B                       | 13         | 0          | CI              | 0               | 0               | -                  | -                  | -                  | -           | -           | -           | 13     | 0      |
| 1996-1997               | Sampdoria               | A                       | 28         | 6          | CI              | 0               | 0               | -                  | -                  | -                  | -           | -           | -           | 28     | 6      |
| Totale Sampdoria        | Totale Sampdoria        | Totale Sampdoria        | 28         | 6          |                 | 0               | 0               |                    | -                  | -                  |             | -           | -           | 28     | 6      |
| 1997-1998               | Torino                  | B                       | 29+1       | 7          | CI              | 4               | 2               | -                  | -                  | -                  | -           | -           | -           | 34     | 9      |
| 1998-1999               | Empoli                  | A                       | 22         | 5          | CI              | 2               | 0               | -                  | -                  | -                  | -           | -           | -           | 24     | 5      |
| 1999-2000               | Genoa                   | B                       | 37         | 13         | CI              | 7               | 1               | -                  | -                  | -                  | -           | -           | -           | 44     | 14     |
| 2000-2001               | Genoa                   | B                       | 37         | 12         | CI              | 1               | 1               | -                  | -                  | -                  | -           | -           | -           | 38     | 13     |
| 2001-2002               | Genoa                   | B                       | 35         | 11         | CI              | 5               | 2               | -                  | -                  | -                  | -           | -           | -           | 40     | 13     |
| 2002-gen. 2003          | Genoa                   | B                       | 20         | 6          | CI              | 2               | 1               | -                  | -                  | -                  | -           | -           | -           | 22     | 7      |
| gen.-giu. 2003          | Empoli                  | A                       | 6          | 1          | CI              | -               | -               | -                  | -                  | -                  | -           | -           | -           | 6      | 1      |
| 2003-gen. 2004          | Empoli                  | A                       | 7          | 0          | CI              | 2               | 0               | -                  | -                  | -                  | -           | -           | -           | 9      | 0      |
| Totale Empoli           | Totale Empoli           | Totale Empoli           | 35         | 6          |                 | 4               | 0               |                    | -                  | -                  |             | -           | -           | 39     | 6      |
| gen.-giu. 2004          | Como                    | B                       | 23         | 12         | CI              | -               | -               | -                  | -                  | -                  | -           | -           | -           | 23     | 12     |
| 2004-gen. 2005          | Siena                   | A                       | 8          | 0          | CI              | 3               | 0               | -                  | -                  | -                  | -           | -           | -           | 11     | 0      |
| gen.-giu. 2005          | Genoa                   | B                       | 10         | 0          | CI              | -               | -               | -                  | -                  | -                  | -           | -           | -           | 10     | 0      |
| Totale Genoa            | Totale Genoa            | Totale Genoa            | 139        | 42         |                 | 15              | 5               |                    | -                  | -                  |             | -           | -           | 154    | 47     |
| 2005-2006               | Cremonese               | B                       | 41         | 15         | CI              | -               | -               | -                  | -                  | -                  | -           | -           | -           | 41     | 15     |
| 2006-2007               | Cremonese               | C1                      | 29         | 13         | CI+CI-C         | 2+3             | 0+2             | -                  | -                  | -                  | -           | -           | -           | 34     | 15     |
| Totale Cremonese        | Totale Cremonese        | Totale Cremonese        | 70         | 28         |                 | 5               | 2               |                    | -                  | -                  |             | -           | -           | 75     | 30     |
| 2007-2008               | Grosseto                | B                       | 16         | 4          | CI              | 1               | 1               | -                  | -                  | -                  | -           | -           | -           | 17     | 5      |
| 2008-gen. 2009          | Grosseto                | B                       | 9          | 3          | CI              | 0               | 0               | -                  | -                  | -                  | -           | -           | -           | 9      | 3      |
| gen.-giu. 2009          | Cittadella              | B                       | 15         | 1          | CI              | -               | -               | -                  | -                  | -                  | -           | -           | -           | 15     | 1      |
| ago.-ott. 2009          | Grosseto                | B                       | 1          | 0          | CI              | 1               | 0               | -                  | -                  | -                  | -           | -           | -           | 2      | 0      |
| Totale Grosseto         | Totale Grosseto         | Totale Grosseto         | 26         | 7          |                 | 2               | 1               |                    | -                  | -                  |             | -           | -           | 28     | 8      |
| ott. 2009-2010          | Pisa                    | D                       | 29+3       | 13+1       | CI-D            | -               | -               | -                  | -                  | -                  | -           | -           | -           | 32     | 14     |
| 2010-2011               | Pisa                    | 1D                      | 29         | 11         | CI-LP           | 3               | 2               | -                  | -                  | -                  | -           | -           | -           | 32     | 13     |
| 2011-2012               | Pisa                    | 1D                      | 9          | 2          | CI+CI-LP        | 2+2             | 2+0             | -                  | -                  | -                  | -           | -           | -           | 13     | 4      |
| Totale Pisa             | Totale Pisa             | Totale Pisa             | 67+3       | 26+1       |                 | 7               | 4               |                    | -                  | -                  |             | -           | -           | 77     | 31     |
| 2012-2013               | Pietra Ligure           | 1ª Cat.                 | 30+1       | 35+2       | -               | -               | -               | -                  | -                  | -                  | -           | -           | -           | 31     | 37     |
| 2013-2014               | Pietra Ligure           | 1ª Cat.                 | 27         | 25         | -               | -               | -               | -                  | -                  | -                  | -           | -           | -           | 27     | 25     |
| Totale Pietra Ligure    | Totale Pietra Ligure    | Totale Pietra Ligure    | 57+1       | 60+2       |                 | -               | -               |                    | -                  | -                  |             | -           | -           | 58     | 62     |
| 2014-2015               | Millesimo               | 2ª Cat.                 | 24         | 30         | CL              | ?               | ?               | -                  | -                  | -                  | -           | -           | -           | 24     | 30     |
| 2015-2016               | Loanesi                 | Prom.                   | 30         | 12         | CI-Prom         | 0               | 0               | -                  | -                  | -                  | -           | -           | -           | 30     | 12     |
| 2016-2017               | Loanesi                 | Prom.                   | 27         | 7          | CI-Prom         | ?               | ?               | -                  | -                  | -                  | -           | -           | -           | 27     | 7      |
| Totale Loanesi          | Totale Loanesi          | Totale Loanesi          | 57         | 19         |                 | -               | -               |                    | -                  | -                  |             | -           | -           | 57     | 19     |
| 2017-2018               | Soccer Borghetto        | 2ª Cat.                 | 20         | 23         | -               | -               | -               | -                  | -                  | -                  | -           | -           | -           | 20     | 23     |
| 2018-2019               | Soccer Borghetto        | 1ª Cat.                 | 26         | 23         | CL              | ?               | ?               | -                  | -                  | -                  | -           | -           | -           | 26     | 23     |
| 2019-2020               | Soccer Borghetto        | 1ª Cat.                 | 18         | 20         | CL              | 4               | 5               | -                  | -                  | -                  | -           | -           | -           | 22     | 25     |
| 2020-2021               | Soccer Borghetto        | Prom.                   | 2          | 2          | CI-Prom.        | 3               | 3               | -                  | -                  | -                  | -           | -           | -           | 5      | 5      |
| 2021-2022               | Soccer Borghetto        | Prom.                   | 26         | 21         | CI-Prom.        | 8               | 10              | -                  | -                  | -                  | -           | -           | -           | 34     | 31     |
| 2022-2023               | Soccer Borghetto        | Prom.                   | 25         | 11         | CI-Prom.        | 2               | 0               | -                  | -                  | -                  | -           | -           | -           | 27     | 11     |
| Totale Soccer Borghetto | Totale Soccer Borghetto | Totale Soccer Borghetto | 117        | 100        |                 | 17              | 18              |                    | -                  | -                  |             | -           | -           | 134    | 118    |
| 2023-2024               | Borgio Verezzi          | 1ª Cat.                 | 24         | 12         | CL              | 2               | 1               | -                  | -                  | -                  | -           | -           | -           | 26     | 13     |
| 2024-2025               | S.Filippo Neri          | 1ª Cat.                 | 3          | 6          | CL              | 2               | 5               | -                  | -                  | -                  | -           | -           | -           | 5      | 11     |
| Totale carriera         | Totale carriera         | Totale carriera         | 740+5      | 362+3      |                 | 61              | 38              |                    | -                  | -                  |             | -           | -           | 806    | 403    |

## Palmarès

### Club

#### Competizioni regionali
- Campionato di Prima Categoria Liguria: 1

Soccer Borghetto: 2019-2020
- Campionato di Seconda Categoria Liguria: 2

Millesimo: 2014-2015
Soccer Borghetto: 2017-2018
- Coppa Liguria Promozione: 1

Soccer Borghetto 2021-2022

#### Competizioni nazionali
- Campionato italiano di Serie D: 1

Pisa: 2009-2010

### Individuale
- Capocannoniere della Prima Categoria: 2

2012-2013 (35 reti, Girone A)
2018-2019 (23 reti, Girone A)
- Capocannoniere della Seconda Categoria: 2

2014-2015 (30 reti, Girone B)
2017-2018 (23 reti, Girone A)